# كارولين هيرش
كارولين هيرش (بالإنجليزية: Caroline Hirsch)‏ هي سيدة أعمال أمريكية، ولدت في 1952.